# Stephanie Felsenburg
Stephanie Felsenburg (geboren 9. April 1902 in Wien, Österreich-Ungarn; gestorben März 1977 in England) war eine österreichische Ärztin, Psychologin und Vertreterin der Individualpsychologie.

## Leben
Stephanie Felsenburg schloss 1922 ihre Matura ab, studierte Medizin an der Universität Wien und promovierte 1932. Sie wurde Mitglied in Alfred Adlers Verein für Individualpsychologie, wo sie um 1930 in den Vorstand gewählt wurde. Sie engagierte sich 1937 mit anderen in Wien verbliebenen Individualpsychologen im Klub der Freunde der Individualpsychologie. Stephanie Felsenburg emigrierte 1939 nach England, wo sie anscheinend als Psychiaterin arbeitete und auch verstarb.

## Werk
Stephanie Felsenburg war Mitarbeiterin im Klub der Freunde der Individualpsychologie an der Zedlitzgasse 8, im Wiener 1. Bezirk. Weitere Mitarbeiter waren Rudolf Dreikurs, Paula Fürth, Paul Brodsky, Fritz Fischl, Ida Löwy, Margarete Hilferding, Helene Plohn-Goldbaum, Danica Deutsch, Edith Goldberger, Franz Plewa, Hilde Krampflitschek, Elly Rothwein, und Emmerich Weissmann. Der „Klub“ veranstaltete Vorträge und bildete Arbeitsgemeinschaften zu Themen wie Gruppenerziehung, Pubertät, Zeugnis, Lernhilfe, Kindergarten, Traumdeutung, Neurosenlehre, Sexualpathologie, Theorie und Praxis der Individualpsychologie, die großen Anklang fanden.
Im Januar 1937 wurde der Verein im Wiener Morgenblatt wegen der jüdischen Herkunft einiger Individualpsychologen scharf angegriffen. Nach dem Einmarsch der Nationalsozialisten in Österreich wurde der Verein für Individualpsychologie am 26. Januar 1939 von Amtes wegen aufgelöst.